# Fossionhoeve
De Fossionhoeve of Hoeve Terwing is een gesloten hoeve aan de Truilingenstraat 81 te Buvingen.
Deze hoeve stamt uit de 2e helft van de 18e eeuw en werd gebouwd door de familie Wouters. Later werd onder meer de familie Fossion eigenaar van deze hoeve: Armand Fossion was van 1912 tot 1921 burgemeester van Buvingen.
In 1967 werden enkele verbouwingen uitgevoerd, en in 1969 brandde de oude dwarsschuur af, waarna de huidige schuur werd gebouwd.
De gebouwen zijn gegroepeerd om een rechthoekig binnenplein.